# Тутцинг
Тутцинг (нім. Tutzing) — громада в Німеччині, розташована в землі Баварія. Підпорядковується адміністративному округу Верхня Баварія. Входить до складу району Штарнберг.
Площа — 35,63 км2. Населення становить 9897 ос. (станом на 31 грудня 2020).